# Sœurs de Notre-Dame du Cénacle
Les Sœurs de Notre-Dame du Cénacle (en latin : Sorores Dominae Nostrae a Recessu Caenaculi) forment une congrégation religieuse féminine de droit pontifical dont le but est l'approfondissement de la foi chrétienne au moyen de retraites spirituelles.

## Histoire
En 1826, le père Étienne Terme ouvre une maison d'accueil à Lalouvesc pour recevoir les femmes qui arrivent à Lalouvesc pour y vénérer les reliques de Jean-François Régis et en confie la gestion en 1827 aux sœurs de Saint-François-Régis qu'il a fondées en 1821 à Aps (aujourd'hui Alba-la-Romaine), c'est ainsi que deux autres sœurs, arrivent à Lalouvesc. En 1827, Thérèse Couderc, y est envoyée puis nommée supérieure.
En 1829, Thérèse Couderc commence à donner les exercices spirituels suivant la méthode de saint Ignace de Loyola. En 1836, la communauté de Lalouvesc se sépare des sœurs de saint Régis ; elle est reconnue comme congrégation autonome et de droit diocésain le 11 mai 1836 par Abbon Bonnel, évêque de Viviers.
L'institut obtient le décret de louange le 10 mars 1863, il est définitivement approuvé par le Saint-Siège le 18 mars 1870 et ses constitutions religieuses sont reconnues le 23 juillet 1886.
De Lalouvesc, la congrégation essaime à Lyon, Marseille, Paris sur la Butte Montmartre depuis 1890, Raismes, Toulouse, Versailles. Des locaux de la congrégation situés avenue de Breteuil à Paris sont cédés en 2004 pour constituer le siège parisien de la Conférence épiscopale de France.

## Activités et diffusion
Les sœurs se consacrent aux retraites et aux exercices spirituels, à l'accompagnement spirituel, la catéchèse aux enfants et adultes basés sur une spiritualité ignatienne.
Elles sont présentes en :
- Europe : Bosnie-Herzégovine, France, Irlande, Italie, Pays-Bas, Royaume-Uni ;
- Amérique : Brésil, États-Unis ;
- Asie : Philippines, Singapour, Macao ;
- Afrique : Madagascar, Togo ;
- Océanie : Australie, Nouvelle-Zélande.

La maison-mère est à Rome.
En 2017, la congrégation comptait 416 sœurs dans 62 maisons.

## Source
- (it) Cet article est partiellement ou en totalité issu de l’article de Wikipédia en italien intitulé « Suore di Nostra Signora del Ritiro al Cenacolo » (voir la liste des auteurs).